# Vetenskapsåret 1973

## Händelser

### Astronomiochrymdfart
- 18 mars - Kometen Kohoutek upptäcks av den tjeckiske astronomen Lubos Kohoutek
- 4 april - Sovjetunionen skjuter upp rymdstationen Saljut 2.
- 3 december - Pioneer 10 tar bilder av Jupiter [1].

### Psykologi
- Okänt datum -  David Rosenhan publicerar resultaten från sitt experiment om tillgiltigheten av psykiatriska diagnoser.[2]

## Pristagare
- Bigsbymedaljen: John Graham Ramsay [3]
- Copleymedaljen: Andrew Huxley
- Davymedaljen: John Stuart Anderson
- Hughesmedaljen: Peter Hirsch
- Nobelpriset: [4]
  - Fysik: Leo Esaki, Ivar Giæver, Brian D. Josephson
  - Kemi:  Ernst Otto Fischer, Geoffrey Wilkinson
  - Fysiologi/Medicin: Karl von Frisch, Konrad Lorenz, Nikolaas Tinbergen
- Penrosemedaljen: M. King Hubbert
- Sylvestermedaljen: John Cassels
- Turingpriset: Charles W. Bachman
- Wollastonmedaljen: Alfred Sherwood Romer [5]

## Födda
- 13 juni – Tommy Ohlsson, svensk fysiker.
- 22 november – Chad Trujillo, amerikansk astronom.

## Avlidna
- 4 juni - Maurice René Fréchet, 94, fransk matematiker.

### Fotnoter
1. ↑  Så funkar universum, James Muirden
2. ↑  Rosenhan, D. L. (25 februari 1973). ”On being sane in insane places”. Science (New York) "179" (70):  ss. 250–8. doi:10.1126/science.179.4070.250. PMID 4683124. Arkiverad från originalet den 17 november 2004. https://web.archive.org/web/20041117175255/http://web.cocc.edu/lminorevans/on_being_sane_in_insane_places.htm.
3. ↑  ”Geological Society”. Arkiverad från originalet den 5 juni 2011. https://web.archive.org/web/20110605101836/http://www.geolsoc.org.uk/gsl/society/history/page753.html. Läst 13 april 2011.
4. ↑  ”Nobelpriset”. http://nobelprize.org/nobel_prizes/lists/all/index.html. Läst 10 april 2011.
5. ↑  ”Geological Society”. Arkiverad från originalet den 5 juni 2011. https://web.archive.org/web/20110605102217/http://www.geolsoc.org.uk/gsl/society/history/page750.html. Läst 14 april 2011.